# Cerkiew Świętych Kosmy i Damiana w Jabłonicy Polskiej
Cerkiew Świętych Kosmy i Damiana w Jabłonicy Polskiej – dawna murowana cerkiew greckokatolicka w Jabłonicy Polskiej, obecnie rzymskokatolicki kościół parafialny pw. Zwiastowania NMP.

## Historia
Istnienie drewnianej cerkwi prawosławnej w Jabłonicy Polskiej było wzmiankowane już w XV wieku, jednak nie wiadomo nic bliższego nt. wyglądu i dalszych losów tego obiektu. Jest prawdopodobne, że cerkiew ta została spalona przez Tatarów, którzy w wieku XVII zniszczyli pobliski Brzozów, Haczów i Trześniów. Jednak już w II poł. XVIII wieku opisy wizytacji dekanatu dukielskiego informują o istnieniu "od dawna" cerkwi greckokatolickiej, drewnianej, obitej gontem, bogato wewnątrz dekorowanej, lecz będącej w złym stanie technicznym (zwłaszcza chór i główny ołtarz). Ówczesny opis świątyni mówi też o istnieniu w niej dwóch ikon – Chrystusa Zbawiciela i Matki Bożej, i dwóch bocznych ołtarzy – Matki Bożej i św. Michała Archistratega. W 1786 inny opis, pochodzący z czasów inwentaryzacji dokonywanej na rozkaz cesarza Józefa II informuje już o czterech ołtarzach i o wolnostojącej dzwonnicy z dwoma dzwonami. Dokument ten chwali zamiar hrabiny Marianny Załuskiej, pragnącej ufundować nową cerkiew, co sugeruje, że obiekt wcześniejszy musiał nadal być w kiepskim stanie.

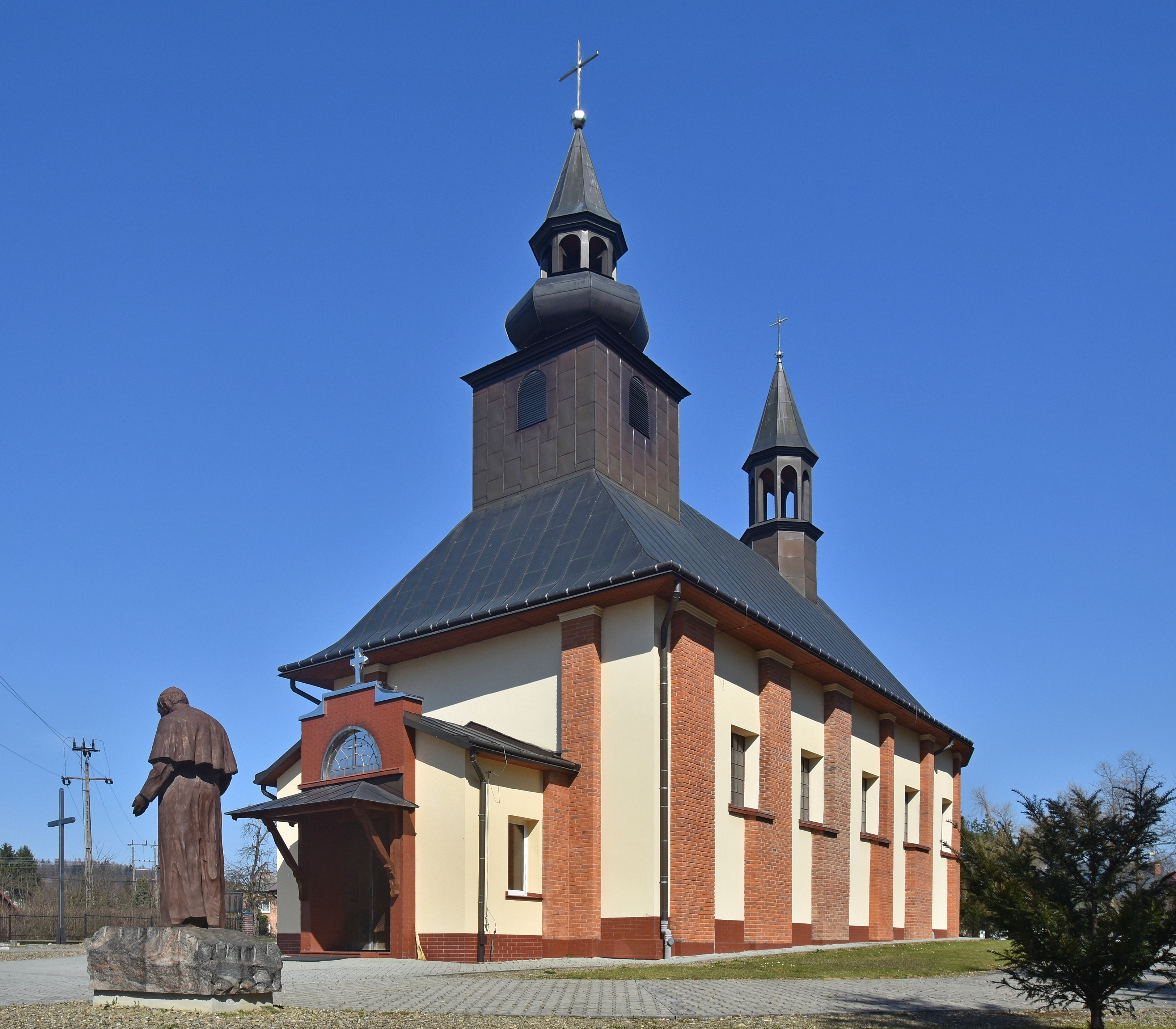
Elewacja boczna
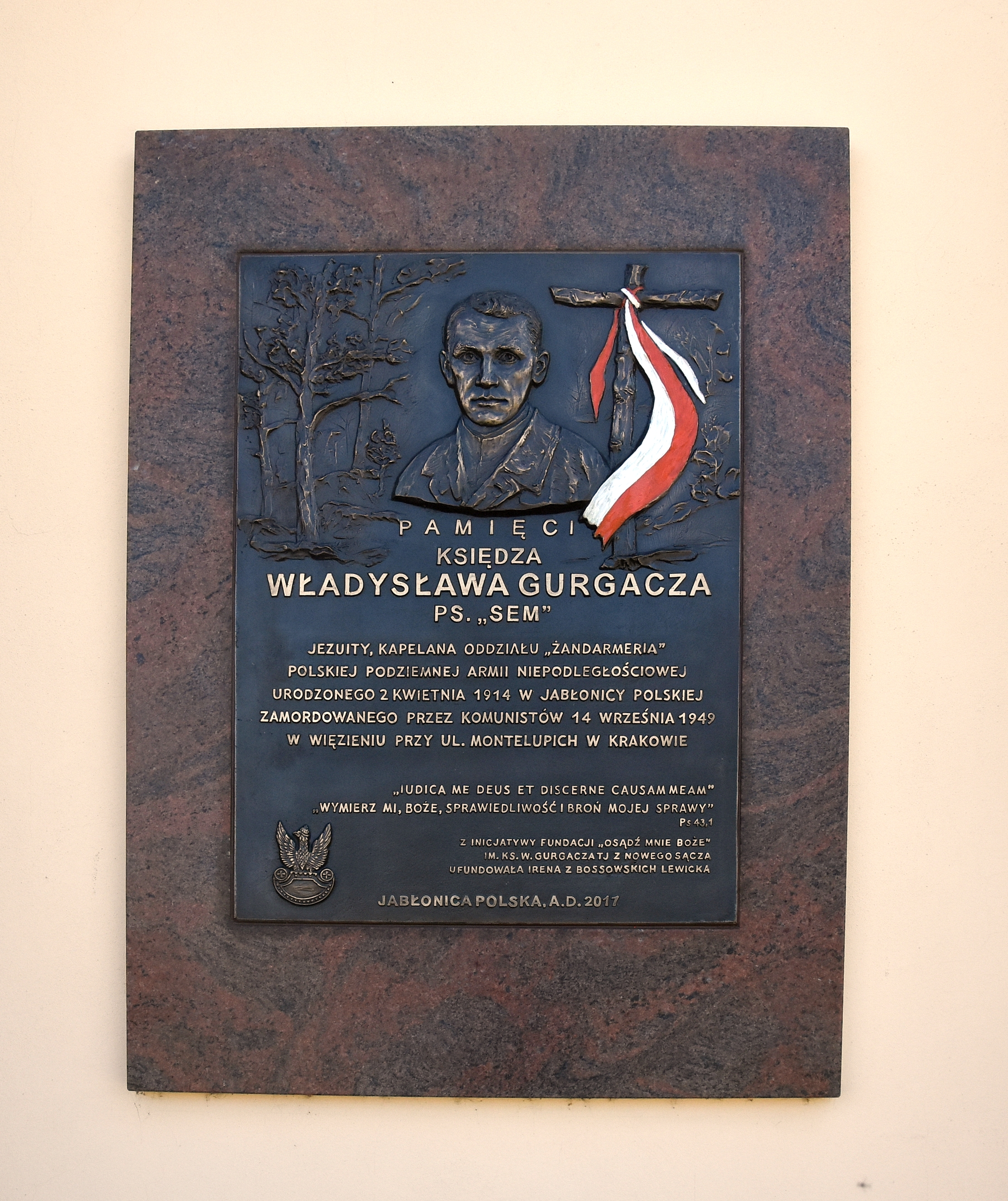
Tablica pamięci na zachodniej ścianie świątyni
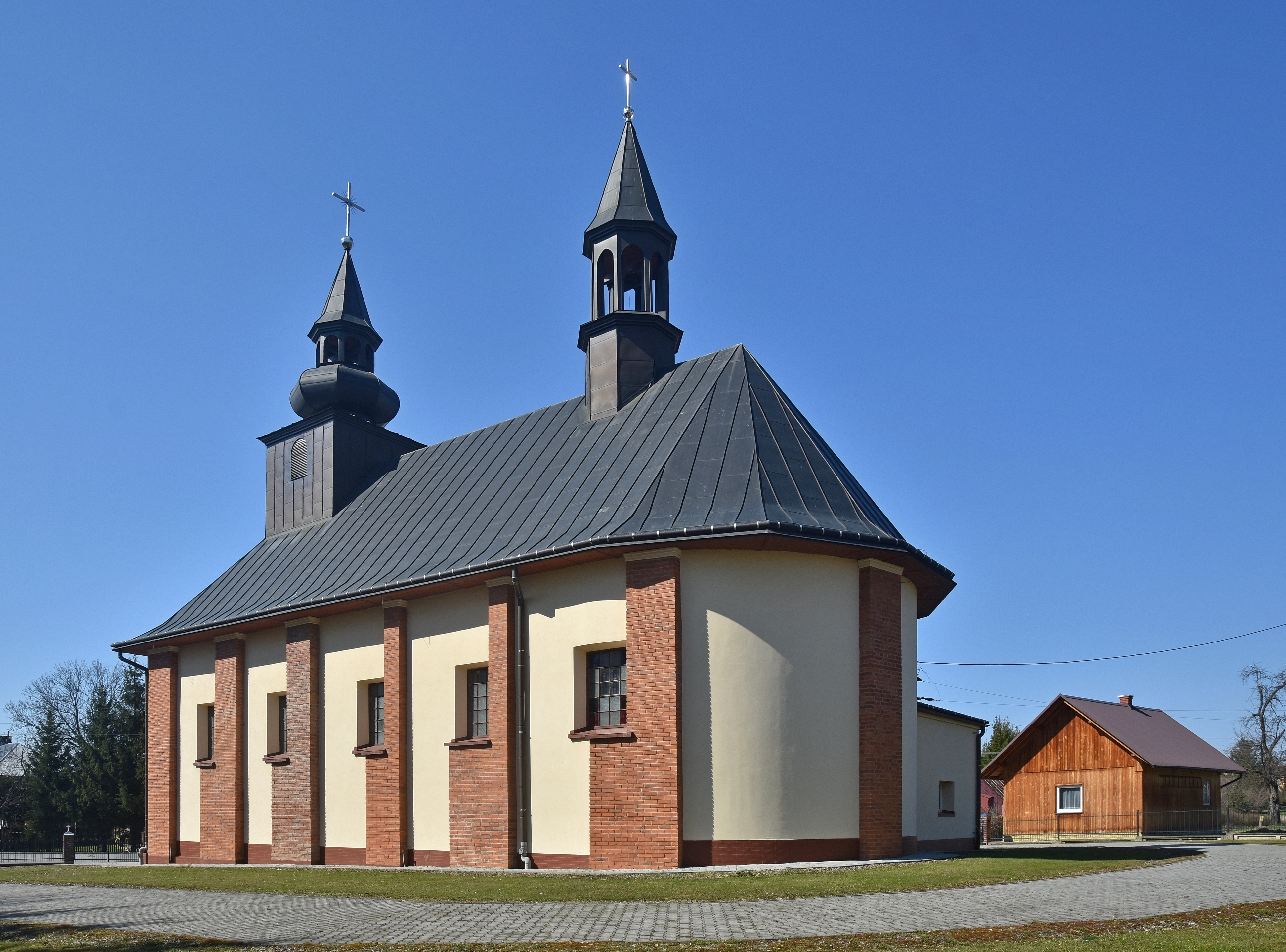
Elewacja tylna

Po 1947 i Akcji Wisła cerkiew przejęli katolicy obrządku łacińskiego, którzy usunęli z wnętrza ikonostas i dokonali innych zmian we wnętrzu obiektu, dostosowując go do wymogów liturgii rzymskokatolickiej. W 1959 obiekt został wyremontowany, a dwa lata później – przemalowany. Zmieniono również dotychczasowy płaski sufit na beczkowy. W 1967 kościół otrzymał nowy przedsionek, a rok później – organy. Natomiast w 2018 w kościele zamontowano elektroniczny wyświetlacz oraz nowe organy.

## Architektura
Dawna cerkiew w Jabłonicy Polskiej jest jednonawowa, z wyodrębnionym przedsionkiem i prezbiterium. Po ostatniej przebudowie posiada dwie wieże – sygnaturkę nad nawą oraz wznoszącą się od zachodu, zwieńczoną cebulastą kopułą dzwonnicę nad wejściem do świątyni. Jest murowana, z dobudowaną od strony prezbiterium zakrystią.